# Bandera de Dominica
La bandera de Dominica és la bandera nacional d'aquest estat situat en una illa del Carib. Fou adoptada el 3 de novembre de 1978, i s'hi van afegir petits canvis els anys 1981, 1988, i 1990. La bandera original fou designada per Alwin Bully a principis de l'any 1978 com una bandera per preparar la independència.

## Història
La bandera, adoptada el 1978, presenta l'emblema nacional d'aus i el lloro amazona imperial, que també apareix a l'escut de Dominica del 21 de juliol de 1961. Aquest lloro, endèmic de Dominica, és una espècie en perill d'extinció amb una població de només 250-350 individus.
El camp verd representa l'exuberant vegetació de l'illa. La creu representa la Trinitat i el cristianisme, amb els seus tres colors que simbolitzen els indis natius, el sòl fèrtil i l'aigua pura. Les 10 estrelles verdes de cinc puntes representen les 10 parròquies del país: (St Andrew, St David, St George, St John, St Joseph, St Luke, St Mark, St Patrick, St Paul i St Peter), mentre que el disc vermell significa justícia social.
El lloro a vegades és de color blau o violeta (el color real del lloro). L'ús del porpra fa de la bandera de Dominica una de les dues úniques banderes d'estats sobirans (al costat de la bandera de Nicaragua) que contenen aquest color.
La bandera de Dominica, juntament amb altres símbols nacionals, va ser el focus d'una "Setmana d'Emblemes" patrocinada pel govern el 2016. La iniciativa del comitè d'independència anomenada la Setmana dels Emblemes, té com a objectiu reflexionar sobre el significat dels emblemes nacionals i promoure el seu ús entre els membres del públic en general i particularment entre les escoles de la comunitat.

## Banderes històriques

Bandera utilitzada de 1955 a 1965
Bandera utilitzada de 1965 a 1978
Bandera utilitzada de 1978 a 1981
Bandera utilitzada de 1981 a 1988
Bandera utilitzada de 1988 a 1990